# Систем цивилне одбране Руске Федерације
Ситем цивилне одбране као део одбрамбено-заштиног система земље представља облик цивилног организовања државе и друштва, који претпоставља максимално ангажовање свих потенцијала цивилног сектора друштва у циљу заштите, одбране и спасавања становништва, материјалних и културних добара, привреде, органа власти  и екосистема од свих катастрофичних угрожавања у миру и рату, и стварање што повољнијих услова за заштиту и одбрану и за не-оружано супротстављање нападачу (агресору у рату ).
Систем цивилне одбране, као део система безбедности једне државе, је један од есенцијалних елемената функционисања сваке државе, па тако и Руске Федерације.

## Руска Федерација
Русија (рус. Росси́я), званично Руска Федерација (рус. Росси́йская Федера́ция), федерална је полупредседничка република која се простире у источној Европи и северној Азији.Са површином од 17.125.187 km², Русија је највећа држава на свету и највећа држава у Евроазији.
Федерална структура Русије је сложена и обухвата 85 федералних субјеката са различитим нивоима аутономије.

## Историјиски настанак цивилне одбране Руске Федерације
Државни службеници у свом врло примитивном облику појавили су се на територији Русије  између 9. и 10. века. У то време јужни и северни делови Словениских народа, који се налазе на огромној територији од Балтичког мора до Црног мора, су уједињени од стране кнеза Олега, који  је освојио  Кијев и учинио га главним градом. У то време Руска држава (Кијевска Русија) се састојала од кнежевина лојалних принцу Олегу  и његовим наследницима.
Инвазија Монгола у 13. веку имала је велики утицај на развој кнежевина и целе Руске државе, јер је Русија тада била одсечена од остатка света готово два века.
Државне управе у Русији као посебане структуре које делују у складу са одређеним нормама и правилима успостављене су  током 16. века у време  владавине Ивана III , Василија III  и Ивана  IV. ,Prikazy’- посебни органи управљања и контроле успостављени су и организовани дуж функционалних и територијалних линија. Било је Prikazy одговорних за потрагу  за криминалцима, за односе са другим земљама, за државне финансије, за пошту и транспорт, итд, као и оних који се баве различитим регионима Русије. Нови учесници у Prikazy у основи су регрутовани из два извора; или од принчевих  бивших ратника и личних службеника или из породица племенитих земљопоседника (boyars).
Прве реформе руске државне управе дошле су током владавине Петра Великог, који је усвојио концепт  деспотије  који је спасао целу  државу. Петар Велики је  одобрио Табелу чинова  која је увела 14 редова државне службе и прописала  детаљно све  услове. Ово је био први свеобухватни правни документ који је створио основу за развој професионалне државне управе у Русији. Табела чинова увела је  јасну поделу између војне и цивилне (јавне) службе  и наметнуте обавезне  доживотне  јавне службе за племства.
Два значајна процеса  доминирала су  у Русији у 18. веку – територијална  експанзија ка  југу, истоку и западу и културни развој  руских елита. Овај период је познат као период "просвећеног апсолутизма". Катарина Велика  (1762—1796) покушала је  посебно да промовише стварање цивилног друштва у Русији. Различите друштвене групе у то време покушале су да уведу уставност,  укине фаворизовање и да спроведу поштовање владавине права. То у великој мери није успела због подела између племства, зависности  од службе за владара и страха да ће  бити делегирани на мање битне  институције. Један од значајних дешавања у вези државне бирократије у то време (средином 1760-их) је увођење фиксне сталне накнаде за државне службенике свих категорија и давање права за пензију након 35 година стажа.
У првој половини деветнаестог века, идеје индивидуалне и политичке слободе и социјалне једнакости су продирале у  Русију из западне Европе. Упркос  очекивањима и захтевима друштва, императори  Александар  I (1801—1825) и Александар II (1855—1881) кренули су у далекосежне реформе. Архитектура модерне руске државе је углавном састављена  у раном 19. веку, када Александар оснива  1802. првих осам министарства. Пре тога, основани су Државни савет, касније је дошло и до реформе судства, а такође је уведено и кметство. Под монархијом,  улога државне управе је била  у сталном порасту. У првој половини 19. века дошло је до  велике експанзије корпуса државних администрација.
Године 1891. Николај II приступила на престо. Његова влада је постала све непопуларанија због противљења било којој реформи и због пораза руске флоте у рату са Јапаном. Опште незадовољство и немири кулминирали су  у револуцију  1905. где је Николај био приморан  да одобри устав. На тај начин је Русија стекла репрезентативни, законодавни склоп (Дума).  1906, Николај је потписао декрет који је омогућио слободан приступ државној служби свим грађанима, без обзира на њихово социјално порекло.
Русија је приступила Првом светском  рату 1914. Немири због недостатка хране у Петрограду и другим градовима срушили су монархију у марту 1917. године. Привремена влада оснивана од стране Думе је била краткотрајна и распала се  када су бољшевици, на челу са Лењином, преузели власт у новембру 1917. Иако су  владавине права, репрезентативне институције и индивидуална права формално постојала,  стварна политичка власт  је у ствари била  састављена  од партијске и државне бирократије која је  остваривала  апсолутну власт преко представника странака и бирократског  централизма. У Совјетском Савезу није било формално конституисана државна служба као правна и друштвена институција. Запослени на  нивоу власти и различитих органа државне управе нису имали посебан статус, односно нису били  разликовани од остатка ангажованих кадрова.

## Систем цивилне одбране

### Министарство за цивилну одбрану, ванредне ситуације и отклањање последица природних катастрофа (МЧС)
У Русију је, 1991. године, у држвану управу уведено Министасрство за цивилну одбрану, ванредне ситуације и отклањање последица природних катастрофа (МЧС) са циљем да обједини рад Државног комитета за ванредне ситуације и Штаба цивилне одбране Руске федерације ради ефикасније заштите цивилног становништва, материјалних добара у случају ванредних ситуација насталих природним катастрофама или ратним дејствима.
У састав Министарства улази 9 сектора, 8 управа и 7 одељења. Да би систем функционисао на целој теририторији Русије, формирано је 7 регионалних центара овог министарства. На челу министарства је министар који има 4 заменика.
Организацијске јединице МЧС-а су:
- Сектори за: Цивину заштиту, Спречавање ванредних ситуација и елиминисање последица ванредних ситуација, Војске, цивилне одбране и спасилиачких формација, Организацијско-формацијиске послове, Песоналне послове и обуку, Економско-финансијске послове, Међународу сарадњу, Инвестиције и есплоатацију, Инспекију снага и територије
- Управе за: Везе и обавештења, Научно-техничку делатност, Авијације, Снабдевање, Безбедност, Оперативне послове, Санитетска управа, Администрацију и привреду.

Одељења су формирана са циљем да комплетирају функционалне целине сектора и управа.
Осим управа у састав министарства улазе и јединице рзличите намене:
1. Специјализоване спасилачке екипе
2. Јединице цивилне одбране различитог састава, као део система за спречавање и отклањање  последица ванредних ситуација
3. Јединици авијације за спречавање и отклањање последица ванредне ситуације.

#### Дужности (задаци) МЧС-а:
- израда предлога и иницијатива у сфери државне политике о питањима из надлежности Министарства;
- управљање Цивилном  заштитом и  спасилачком  службом у Руској Федерацији;
- обезбеђивање функционисања и даљи развој руског система Управљања у катастрофама (RSDM);
- усмеравање активности на отклањању последица великих катастрофа и других ванредних ситуација;
- обављање посебних активности подморница;
- надзор над коришћењем  финансијских средстава додељених од стране  Владе за управљање ванредним ситуацијама и одговор на њих;
- организовање обуке становништва,  владиних агенција и RSDM снага за управљање ванредним ситуацијама и одговор на њих;

### Министарсво за цивилну заштиту, ванередне ситуације и отклањање последица природних катастрофа
Министарство за цивилну заштиту, ванредне ситуације и отклањање последица природних катасрофа основано је 1994. године и главно је координационо тело за ванредне ситуације.
Активности министарства су усмерене на смањење ризика и ублажавање последица ванредних ситуација, а начелно има следеће задатке:
1. Предлагање развојне политике цивилне заштите, предузимање превентивних мера и мера у ванредним ситуацијама, а посебно у нуклеарним катастрофама
2. Изградња система за спречавање ванредних ситуација,
3. праћење и усмеравање активности на отклањању последица у ванредним ситуацијама
4. усмеравање додељених финансијских средстава
5. обучавање

Руковођење у ванредним ситуацијама организовано је по нивоима:
- федерални ниво
- регионални ниво (неколико држава чланица)
- територијални ниво, односно ниво државе чланице
- локални ниво (локална управа )
- теренски ниво (у педузећима, управама и зградама )

На сваком нивоу формирана су координациона тела за разрешавање катастрофа, која су одговорна за заштиту грађана и територије у случају ванредног стања.
На федералном нивоу координациона тела су Посредничка комисија за руковођење у несрећама и Комисија за управљање у ванредним ситуацијама у федералним јединицама. Посредничка комисија је састављена од представника федералних министарстава и уреда који су у рангу заменика министра. Одлуке Посредничке комисије обавезне су за координациона тела, која су регионални центри, а на територијалном, локалном и теренском нивоу- комисије за управљање у ванредним ситуацијама.

## Школовање и обука
У Руској Федерацији посебна пажња се посвећује школовању и оспособљавању кадрова, као и научноистраживачком раду за потребе МЧС-а. Највиша знања из различитих области за потребе МЧС-а добијају се у Академији цивилне заштите, на којој се врше и фундаментална и примењена истраживања. Обука кадрова за специјалистичке и спасилачке екипе врши се у одговарајућим сектрима специјалистичке обуке. Посебно треба нагласити велику бригу за обуку најмлађих о правилном понашању и пружању помоћи у ванредним ситуацијама. У оквиру редовне наставе уведен је предмет „Основе безбедног живљења“, а организују се и различити курсеви и такмичења најмлађих о правилном понашању и пружању помоћи у ванредним ситуацијама.